# Leucaena lanceolata
Leucaena lanceolata är en ärtväxtart som beskrevs av Sereno Watson. Leucaena lanceolata ingår i släktet Leucaena och familjen ärtväxter.

## Underarter
Arten delas in i följande underarter:
- L. l. lanceolata
- L. l. sousae